# Korsspindel
Korsspindel (Araneus diadematus) är en spindelart i familjen hjulspindlar. Det är den största spindelarten som förekommer i Sverige sett till bakkroppen.

## Utbredning
Korsspindeln är mycket vanlig i Europa och delar av Nordamerika. Den förekommer i Norden och är en av de vanligaste förekommande spindlarna. På norska och danska kallas den ”korsetterkopp” (danska: korsedderkop, norska: korsedderkopp).

## Kännetecken
Honorna, som är större än hanarna, kan bli upp till 18 mm långa och bakkroppens bredd brukar vara drygt hälften av kroppslängden. Dess grundfärg varierar kraftigt mellan olika individer, från ljust gul eller brunröd till mörkgrå. Korsspindlarna har dock alltid flera vita prickar på bakkroppen som formar ett kors, därav namnet. Den saknar luktsinne och har dålig hörsel.

### Bilder
|  |  |  |  |

## Levnadssätt

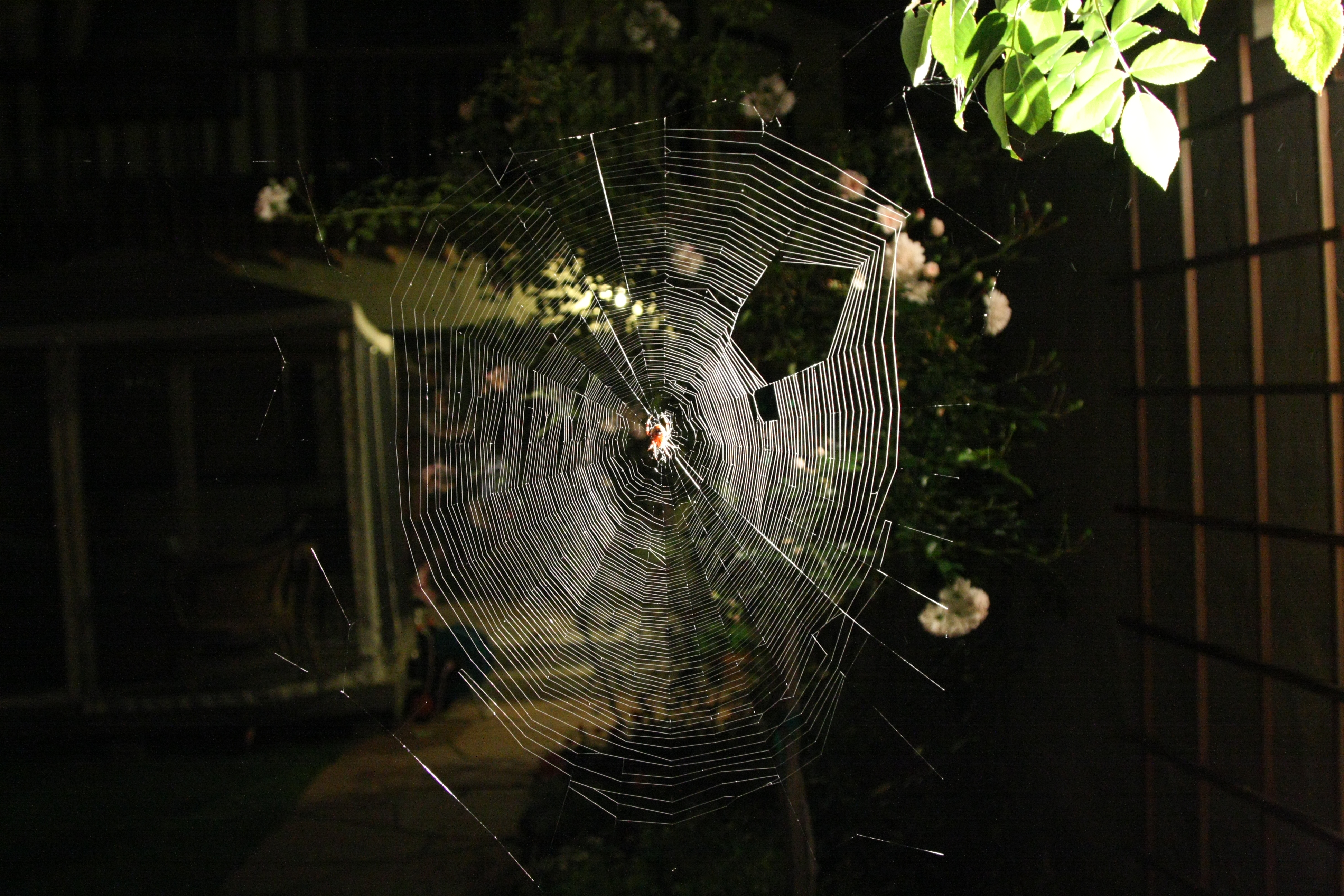
Korsspindelnät

Korsspindlarna är kända som skickliga nätbyggare och honorna kan spinna upp till en halv meter stora nät, ofta i trädgårdar eller ute i skogen. I nätet fastnar insekter och korsspindeln förlamar sina byten med gift när de sitter fast i nätet. 
Parningsritualen är lång och invecklad, för att hannen ska kunna närma sig honan utan att hon misstar honom för ett byte. Det händer att hanen inte överlever parningen, utan blir dödad och uppäten av honan. Anmärkningsvärt är att honans äggantal ökas efter att hon har ätit upp hanen. Parningen sker oftast i augusti - september. Efter att honan lagt sina ägg dör hon. Äggen kläcks nästföljande vår.